# هيماه خاتون
هيماه خاتون (بالتركية: Hayme Hatun)‏ أو هيماه أنّا أي هيماه الأم (بالتركية: Hayma Ana)‏. هي أم الغازي أرطغرل وزوجة سليمان شاه قادة قبيلة قايي من أتراك الأوغوز، وجدة كل من عثمان الأول مُؤسس السُلالة العُثمانيَّة ، وجدة الشهيد سارو باطو صاووجي بك صاحب معركة دومانيتش، أول معركة للدولة العثمانية، وجدة غندوز آلب، أبناء الغازي أرطغرل.

## اسمها
تُعرف هيماه خاتون بعدة أسماء:
- هيمانا (بالتركية: Haymana)‏.
- هيماه خاتون (بالتركية: Hayme Hatun)‏.
- هيماه سلطان (بالتركية: Hayme Sultan)‏.
- آفيا أنّا (بالتركية: Ayva Ana)‏.
- أفيانا (بالتركية: Ayvana)‏.

حيث أن كلمة Ana تُعني بالتركية: أُمّ.

## عائلتها
أصلها من أتراك الأوغوز وتنتمي إلى أسرة تركمانية. وهي جدة عثمان الأول، مؤسس الإمبراطورية العثمانية. ولها أربعة أبناء من زوجها سليمان شاه:
1. أرطغرل غازي، أمير سوغوت (1198م - 1281م).
2. دوندار بك (1210م - 1298م).
3. غوندوغدو بك (؟ -؟).
4. سونغورتكين بك (؟ -؟).

## ذكراها
وفقا للمؤرخ التركي نجدت ساكا أوغلو (بالتركية: Necdet Sakaoğlu)‏ المولود 1939م والمتخصص في التاريخ السلجوقي والدولة العثمانية، فإن هيماه آنا التي لم يتم بحث تاريخها جيدا من قبل المؤرخين، ظلت ذكراها باقية حية وسط سكان بلدة دومانيتش (بالتركية: Domaniç)‏ التركية التي كانت تعيش بها زمن أرطغرل ابنها.

## قبرها
عندما سمع الخليفة العثماني عبد الحميد الثاني بأن قبراً في قرية تشارشامبا (بالتركية: Çarşamba)‏ الواقعة بمنطقة دومانيتش (بالتركية: Domaniç)‏ بمحافظة كوتاهية بتركيا، يزوره السكان المحليون لعدة قرون على أنه قبر هيماه خاتون، قام الخليفة عبد الحميد الثاني ببناء ذلك القبر في تلك البلدة عام 1892م.

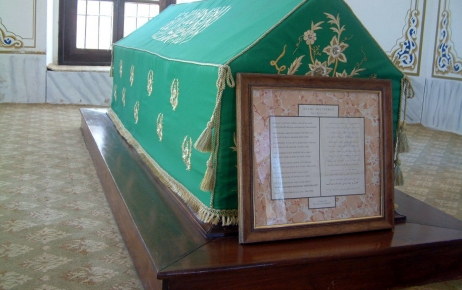
قبر هيماه أنّا ، بقرية تشارشامبا ، بمنطقة دومانيتش بتركيا، التي أقطعها علاء الدين كيقباد الأول سلطان سلاجقة الأناضول للغازي أرطغرل ابن هيماه أنّا وقائد قبيلة قايي، كمصيف للقبيلة.

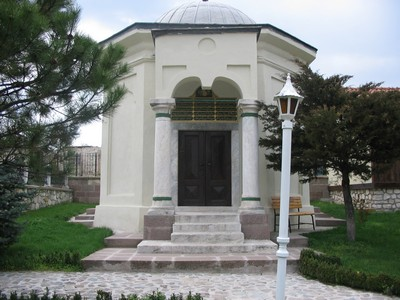
ضريح هيماه أنّا وبداخله قبرها، بقرية تشارشامبا ، بمنطقة دومانيتش بتركيا.

## مكانها في الثقافة الشعبية
لعبت الممثلة التركية هوليا دارجان (بالتركية: Hülya Darcan)‏ دور الأم هيماه أنّا في سلسلة حلقات المسلسل التركي قيامة أرطغرل التي عرضتها القناة الأولي التركية TRT-1 على مدار خمسة مواسم بدئا من 2014 حتى 2019.

## قراءة إضافية
- İsmail Hakkı Uzunçarşılı, Osmanlı Tarihi, C.I
- Selim Yıldız, “Hayme Ana”, Vilayetlerin Sultanlığından Faziletlerin Sultanlığına Osmanlı Devleti, Kütahya 1999, s.40
- Mehmed Maksudoğlu, Osmanlı Tarihi, İstanbul 2001, s.21